# Uzungöl
Uzungöl, v překladu Dlouhé jezero, je jezero jižně od města Trabzon v okresu Çaykara provincie Trabzon, v Turecku. Uzungöl je současně název sídla na břehu jezera. Malebné jezero s městečkem v údolí se stalo populárním turistickým místem. Jezero je vzdáleno od provinčního města Trabzon 99 km a 19 km od okresního města Çaykara. Jezero vzniklo závalem, který vytvořil říčnímu korytu řeky Haldizen přírodní hráz.

## Výstavba hráze
Oblast je známá svojí přírodní krásou. Obklopující zeleň údolních svahů Pontských hor občas tonoucí v mlze ještě přidává atmosféru. Turistický rozvoj přitáhl investory, kteří otevřeli četné hotely, restaurace a obchody. Modernizována byla též infrastruktura a v roce 2008 vláda vybudovala betonovou hráz podél břehů jezera, což vyvolalo protesty místních obyvatel i ekologů, kteří namítali, že původně přírodní jezero bylo proměněno v obrovskou umělou nádrž.

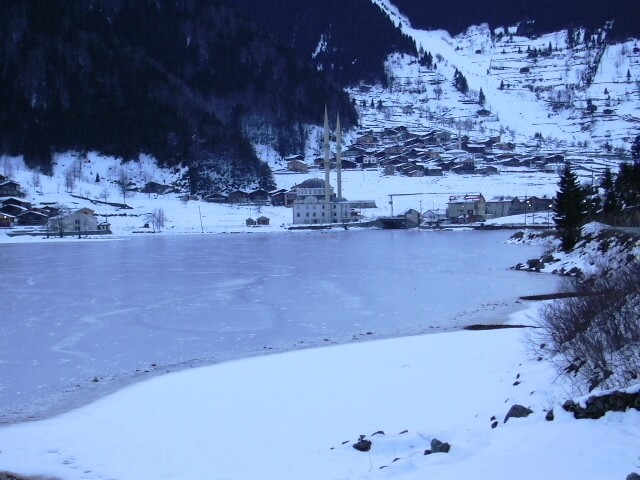
Jezero Uzungöl v zimě